# Andrzej Piekoszewski
Andrzej Ryszard Piekoszewski (ur. 30 czerwca 1950 w Szczecinie) – polski saneczkarz w konkurencji jedynek, uczestnik zimowych igrzysk olimpijskich w Innsbrucku 1976.
Kilkakrotny uczestnik mistrzostw świata: 1971 – 12. miejsce, 1973 – 5. miejsce, 1974 – 12. miejsce. Na igrzyskach w Innsbrucku 1976 – 19. miejsce.
Wicemistrz Polski - 1975. Reprezentant Śnieżki Karpacz (1966–1976), działacz sportowy. Był mechanikiem ekipy polskich bobsleistów. Mieszka w Karpaczu.